# Église Notre-Dame-de-l'Assomption de Jou-sous-Monjou
L'église Notre-Dame-de-l'Assomption de Jou-sous-Monjou est une église catholique française située à Jou-sous-Monjou, dans le département du Cantal et le diocèse de Saint-Flour.

## Localisation
L'église est située au centre du village de Jou-sous-Monjou, dans le pays traditionnel du Carladez.

## Description
Une récente étude archéologique a montré que cette église romane a été construite au XIIe siècle sur les ruines d'un site carolingien. Elle a été remaniée après la guerre de Cent Ans puis au XVe siècle avec la construction de deux chapelles latérales. Elle est dotée de remarquables modillons qui, à l'origine, ornaient le chevet et ont été déplacés sous la corniche des chapelles latérales. Ils représentent le quotidien de l’homme du Moyen Âge : un couple et différents animaux comme un loup, un cerf, une vache, un serpent ou des oiseaux. 
On entre dans l'église par un portail composé de trois voussures et quatre colonnes à chapiteaux décorés de motifs chevronnés. Dieu le père accueille les fidèles. À droite, on voit les traces d'une litre funéraire aux armes de la famille Delarbre d'Escalmels, bande noire que l'on peignait pour honorer le défunt. 
Dans de nombreuses églises, le jubé symbolise la limite entre le monde terrestre et le monde céleste ou entre les fidèles et les clercs. Ici, c’est le rétrécissement entre la nef et le chœur qui peut évoquer cette séparation. La fermeture est soulignée par une inscription sur le chapiteau : Estote ergo S(an)c (tu)s su (m) dic (it) (dominus), ce qui signifie « Soyez saint comme je suis saint dit le seigneur ». Le chapiteau en-dessous représente la foi inconditionnelle avec le sacrifice d'Abraham. 
Pierre Moulier fait remarquer les petites têtes sur le tailloir au-dessus des chapiteaux. Elles évoquent selon-lui le culte celtique des têtes coupées. L’auteur considère que certaines représentations, comme le petit personnage qui tient une lance et un olifant ou l’homme qui tient son pénis, placent le monument au carrefour du paganisme et de la foi. 
En 2024, l’église reste menacée par l'affaissement du sol et de l'humidité. Elle a été remarquée par la fondation du patrimoine, ce qui la rend susceptible de bénéficier du mécénat et de dons.

## Historique
L'église porte les traces de la générosité de ses seigneurs : Bonne de Berry, vicomtesse de Carlat et nièce du roi Charles V, de son fils Bernard de Pardiac puis la famille Delarbre seigneur d’Escalmels. 
Le bâtiment a traversé les guerres de Cent ans, les guerres de Religion et différents aléas climatiques. Sa situation sur un terrain en forte déclivité l’a fragilisée et elle a dû faire l’objet de différentes réparations. En mai 1627  on a dû réparer la voûte qui s’était effondrée et on a refait la toiture.
En 1843 l’édifice menaçait ruine. Le préfet missionna l’architecte du département Théophile Carriat qui présenta un projet de restauration en 1845. Celui-ci prévoyait la réfection de la toiture, des éperons de consolidation, un recrépissage, un dallage intérieur et surtout l’ouverture d'une nouvelle porte dans le prolongement de la nef et un clocher octogonale. Les réparations étaient évaluées à 10 246,09 Francs. Ce projet, fortement marqué par l’esprit néo-gothique de l’époque, voulait donner du lustre à cet édifice comme ce fut le cas pour l’église d’Arpajon sur Cère.
Des travaux commencèrent mais l'argent manqua. Les travaux s'arrêtèrent et l’église continua à se dégrader. En 1896, le nouvel architecte du département Aygueparse proposa un projet plus modeste ne prévoyant qu’une simple consolidation : reprise des murs pour le chœur et l’abside, ajout de contreforts, réfection de la voute, de la charpente et du toit et adjonction de contreforts aux angles sud-ouest et nord-ouest. 
L'église a été classée au titre des monuments historiques par arrêté du 23 avril 1925.
En 2024 l’église reste en péril. Elle a été distinguée par la Fondation du Patrimoine et dotée d’un prix de 100 000 Euros. Un projet a été élaboré pour mette le bâtiment en valeur tout en préservant son authenticité.

## Galerie

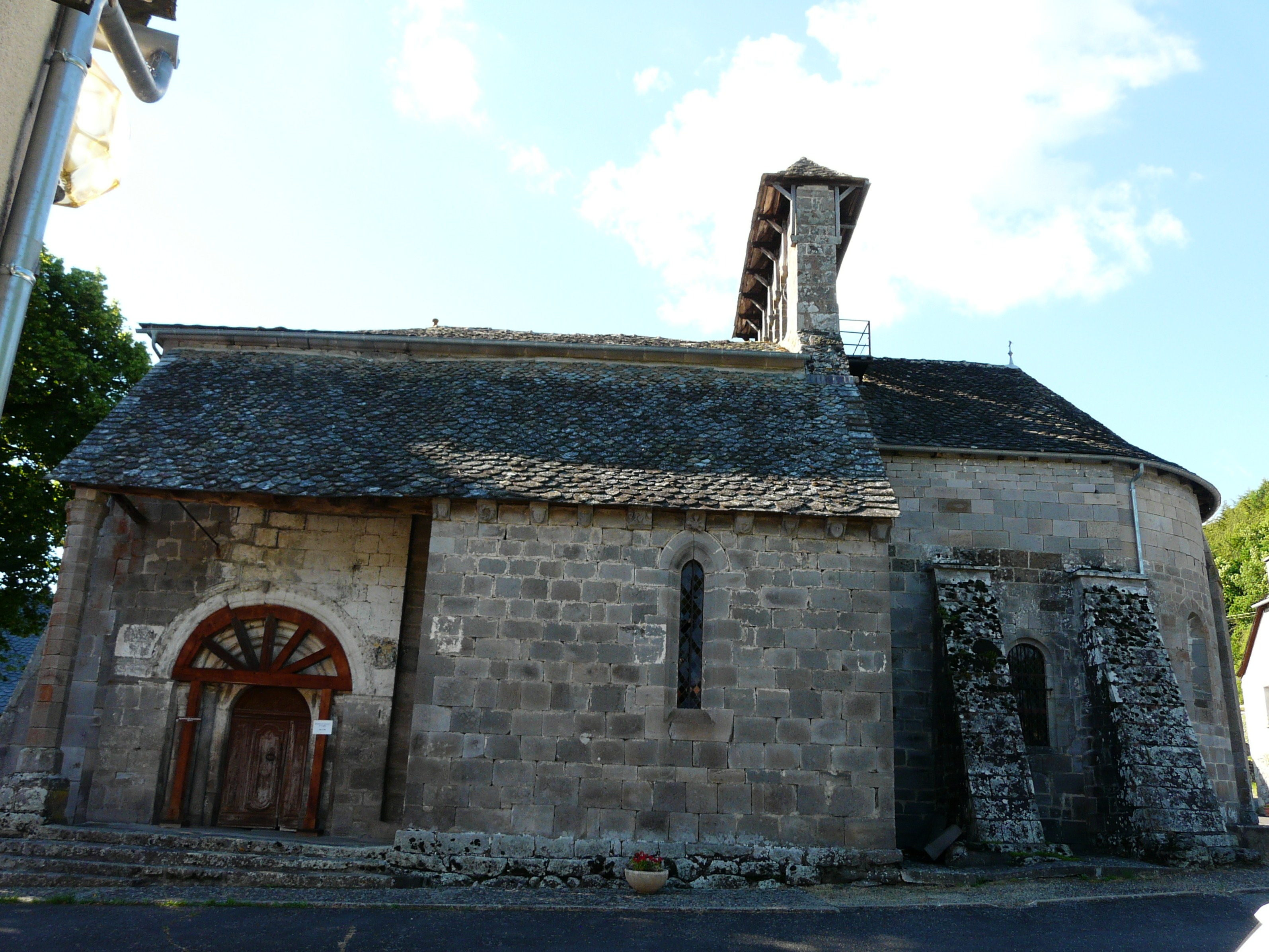
Vue générale.
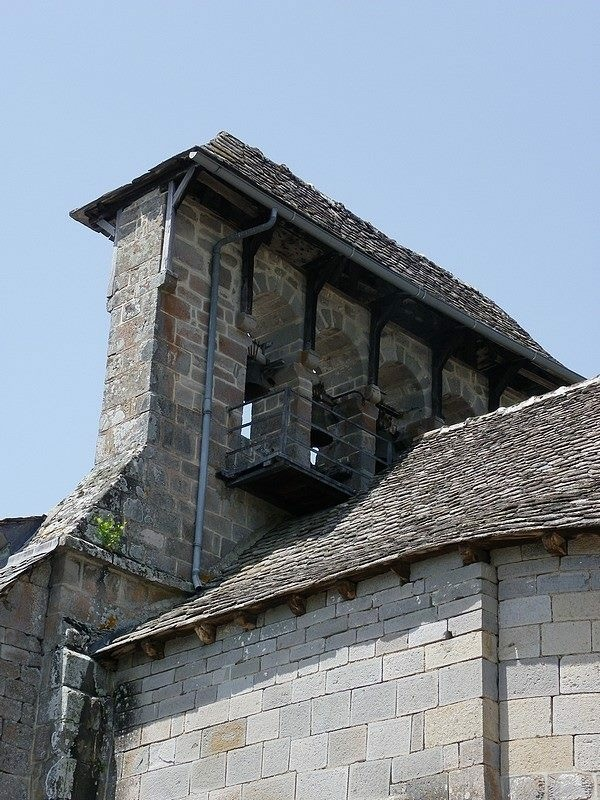
Clocher.
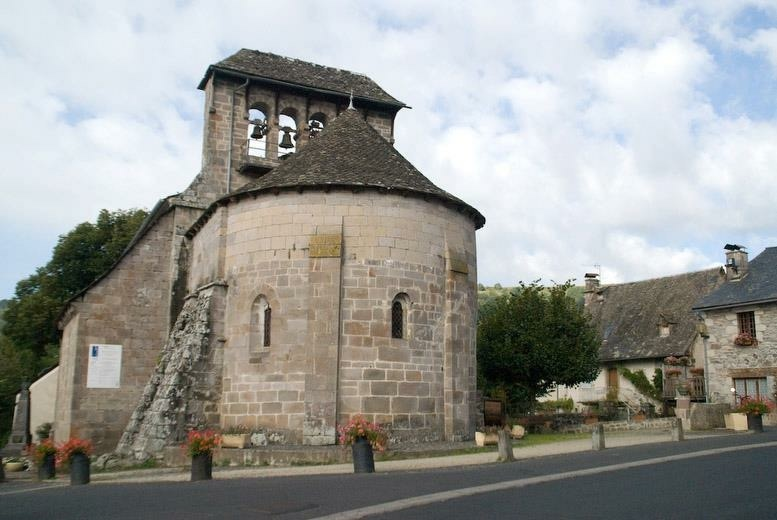
Chevet.
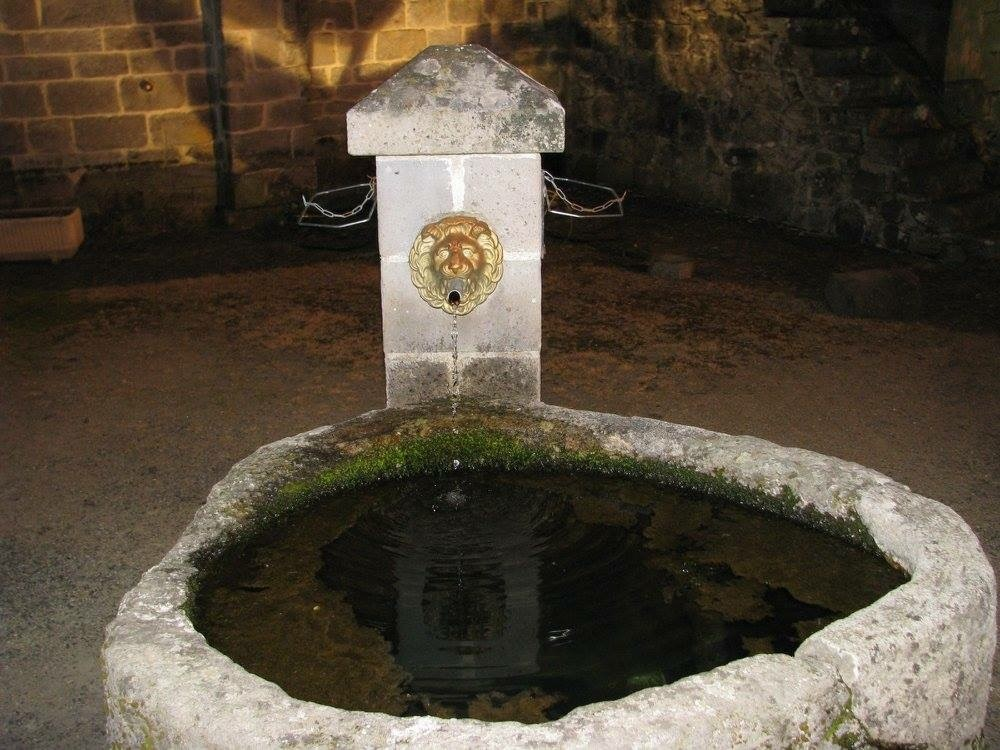
Bénitier.
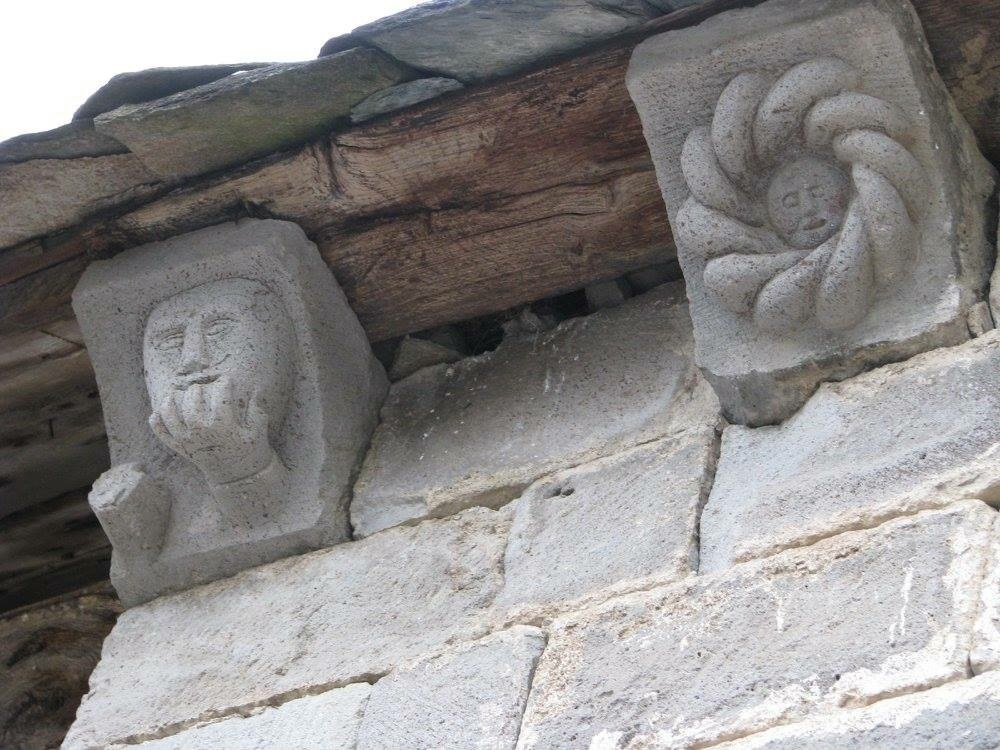
Modillons.